# Gheysar
Gheysar (a volte indicato anche con le grafie Qeysar e Kaisarè) un film del 1969 diretto da Masoud Kimiai. È considerato una delle opere chiave della nouvelle vague iraniana.